# TAM VCTP
El TAM VCTP (Vehículo de Combate de Transporte de Personal) es un vehículo de combate de infantería perteneciente a la familia Tanque Argentino Mediano (TAM), fabricados por la sociedad estatal argentina TAMSE, para dotar al Ejército Argentino de un medio de transporte de tropas efectivo y que se pudiese manufacturar localmente.

## Diseño y desarrollo
Durante las décadas del sesenta y del setenta hubo momentos de tensión con Chile, en algún caso con riesgo real de guerra. Esto hizo pensar en reemplazar los viejos tanques, y afrontar para ello la construcción de un tanque en Argentina adaptado a las necesidades locales, que fuera superior a los de Chile y Brasil. La cúpula militar vio esta como la mejor opción para modernizar el parque blindado, sobre todo teniendo en cuenta que si hubiese habido una guerra, nadie le vendería armamento ni repuestos a Argentina.
En paralelo el Plan Europa incluyó la compra en Francia de tanques AMX 13 y transportes de personal, que fueron parcialmente montados en Argentina. También fueron adquiridos blindados de transporte de personal suizos Mowag. La familia AMX 13 tenía como ventaja, una cadena logística común, pero no satisfacía las exigencias del Ejército.
En la década de 1970 el gobierno argentino buscaba crear una industria nacional de defensa. Se empezó buscando adquirir tecnología extranjera para producir localmente en Argentina. Por ello se encargó a la empresa alemana Thyssen-Henschel (Rheinmetall desde 1999) que presentara un proyecto que permitiera la producción local de un tanque de clase media y un vehículo de combate de infantería. Esto permitiría reemplazar los blindados ya entonces muy obsoletos blindados de la Segunda Guerra Mundial M4 Sherman y semiorugas M3/M9. Buscando la racionalización el chasis y casco del nuevo tanque debían ser utilizados en la construcción de una versión IFV que sustituyera a los obsoletos semiorugas.
El resultado fue el TAM (Tanque Mediano Argentino) y el VCTP (Vehículo de Combate de Transporte de Personal). Ambos se basaron en el chasis Marder de 1971 del ejército alemán, lo que permitía controlar los costos del proyecto tomando como base un producto comprobado. Se pensó en un contrato de 500 vehículos en total de ambas clases (tanque e IFV).
El trabajo de diseño en el VCTP comenzó en 1977 con la construcción manejada por TAMSE de Buenos Aires. La compañía Tanque Argentino Mediano Sociedad del Estado (TAMSE) ha sido la única fábrica de carros de combate de América Latina. Como parte del contrato los alemanes proporcionaron las herramientas y formación para hacer posible la producción en Argentina. Basado en el Marder, el VCTP muestra las mismas líneas y tren de rodaje pero dotado con una torre biplaza más simple armada con un cañón de 20 mm. El VCTP es más simple y tiene modificaciones respecto al Marder, siendo también más rápido. 
Los primeros ejemplares estaban armados con un cañón automático Rheinmetall MK 20 Rh 202 de 20 mm pero el resto fueron dotados con un Oerlikon KAD 18 de 20 mm además de una ametralladora MAG calibre 7,62 mm para defensa antiaérea, instalados ambos en una torre de dos plazas. También hay otra ametralladora del mismo calibre en el casco, en una pequeña torreta que se maneja por control remoto desde el compartimento de tropa. Gracias a su chasis agrandado puede transportar en su interior a 10 soldados que embarcan y desembarcan una rampa trasera abatible, y que pueden hacer fuego desde el compartimiento de tropa gracias a unos portillos ubicados en los costados del casco.
Estaba previsto inicialmente que se fabricaran 252 tanques y 316 VCTP, pero tras la derrota de la guerra de las Malvinas se cerró la producción en 1983 cuando solamente 150 TAM y 100 VCTP se habían fabricado. Posteriormente se fabricaron otros 120 TAM y VCTP en 1994.

## Características

### Motor
La motorización es la común a toda la familia TAM, que consta de un motor diésel, construido por la firma MTU Friedrichshafen que despliega 720 hp acoplados a una transmisión de marca Renk, de seis velocidades. Previendo la posibilidad de un embargo se trabajó en un motor alternativo producido localmente por FIAT

### Armamento
El armamento principal en su torreta es operado por dos tripulantes, consta de un cañón automático de 20 mm construido localmente en Argentina bajo licencia de la firma suiza Oerlikon Contraves y una ametralladora FN MAG, externa, montada como arma antipersonal de calibre 7,62 mm, que a su vez cumple los roles de ametralladora antiaérea. El empleo del cañón producido localmente era una medida más previendo posibles embargos. Otra ametralladora de calibre 7,62 estaba montada en una estación de mando remoto en la parte posterior. Esta era controlada desde el compartimiento de tropa. En dicho compartimento se acomodaban hasta diez soldados junto a su equipamiento personal. El personal de tropas entra y sale del vehículo por medio de un portón en la parte posterior y por medio de salidas habilitadas en el techo del casco. Los aparatos de visión y las troneras para el personal de tropa se encuentran a los lados de éste vehículo de combate de infantería. Cuatro lanzagranadas de 88 mm diseñados por Webman Gmbh van montados a cada lado de la torreta.

### Tripulación
El VCTP fue diseñado para alojar un total de 12 hombres. El conductor y el artillero formaban la tripulación en tanto que el grupo de combate lo integraban un jefe y nueve soldados. Como la misión principal permitir que los hombres transportados pudieran combatir embarcados y disparar desde el interior se instalaron escotillas en el techo y troneras en los lados. Los infantes podían observar el campo de batalla utilizando los visores instalados en las troneras.

## Historial operativa

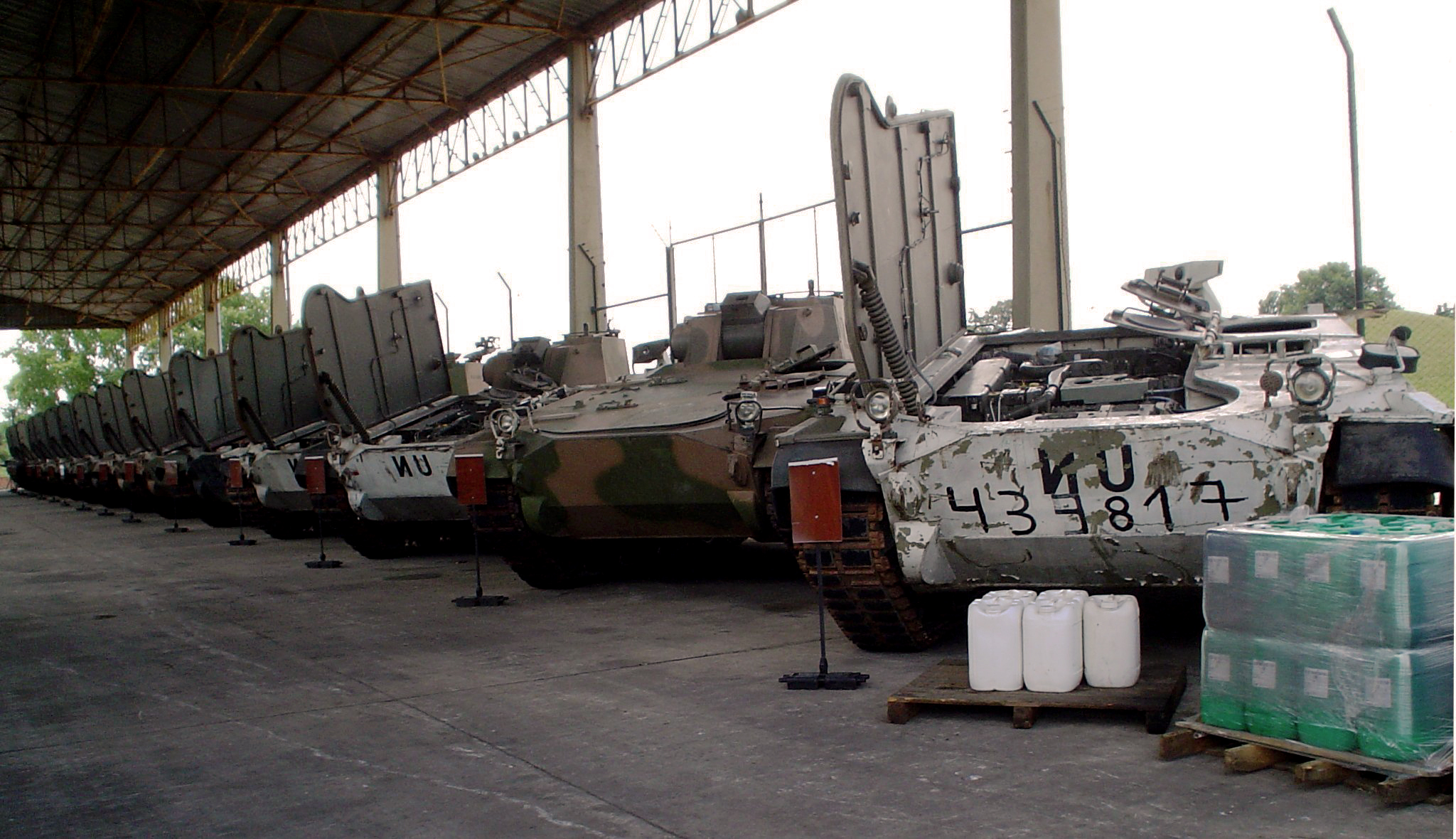
Flota de vehículos TAM VCTP enviados en misión de paz a Croacia

Estos vehículos entraron en combate en conflictos internos de Argentina, protagonizaron los alzamientos militares carapintadas con combates en reiteradas ocasiones, así como en la recuperación del Regimiento de Infantería Mecanizado 3 "General Belgrano" de La Tablada durante el copamiento del cuartel en 1989.
En 1992, 15 unidades fueron desplegadas a Croacia para participar de la Fuerza de Protección de las Naciones Unidas, conformando el elemento blindado del Batallón Ejército Argentino (BEA). Se destacaron en funciones como escolta de columnas logísticas, patrullas, protección de civiles ante las facciones contendientes, etcétera. Finalizaron su misión en agosto de 1995, cuando formaban parte del octavo contingente de tropas (BEA 8).

## Usuarios
- Argentina
  - Ejército Argentino: 110 producidos en 1983, y actualmente ochenta (80) en servicio activo en 2020[3]

### Desarrollos relacionados
- TH-301
- Tanque Argentino Mediano
- TAM VCA
- TAM VCLC
- VAE
- VAPE

### Vehículos similares
- BMP-1
- BMP-2
- Marder

### Listas relacionadas
- Anexo:Equipamiento del Ejército Argentino